# Preikestolen
Preikestolen oder Prekestolen (norw. für die Kanzel oder wörtlich der Predigtstuhl) ist eine natürliche Felsplattform (Felskanzel) in Ryfylke im norwegischen Fylke Rogaland und eine touristische Attraktion mit weitem Blick über den Lysefjord und angrenzende Berge. Die Größe des Felsplateaus beträgt zirka 25 mal 25 Meter. Die Felskante fällt 604 Meter senkrecht in den fast 40 Kilometer langen Fjord ab. 
Die Kanzel ist eine touristische Attraktion. Sie wurde 2019 insgesamt von etwa 330.000 Menschen erwandert, 2013 waren es noch 200.000 Besucher. Die hohe Anzahl von Touristen wird von Naturschützern kritisch gesehen.

## Lage

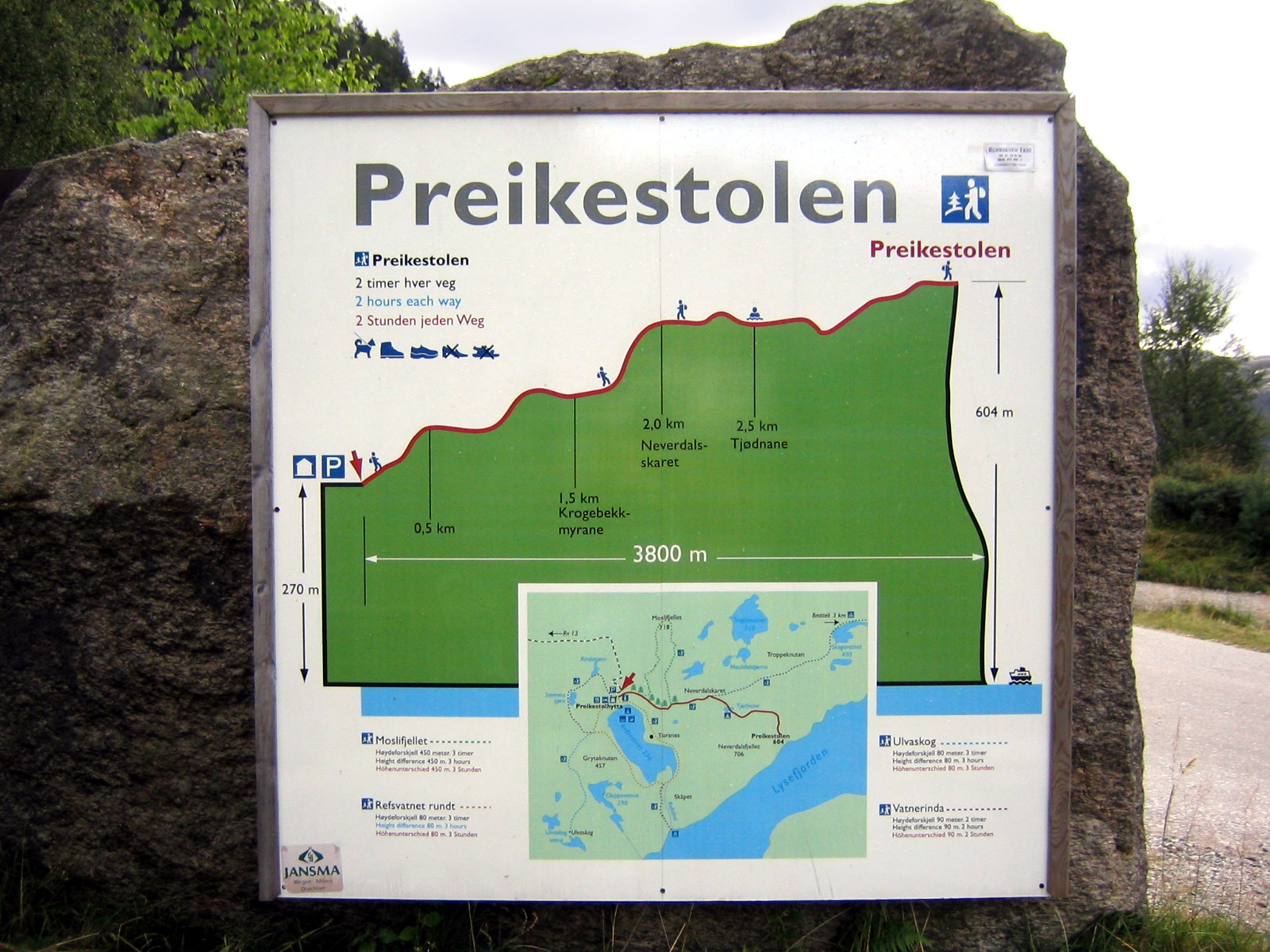
Verlauf des Wanderwegs zum Preikestol

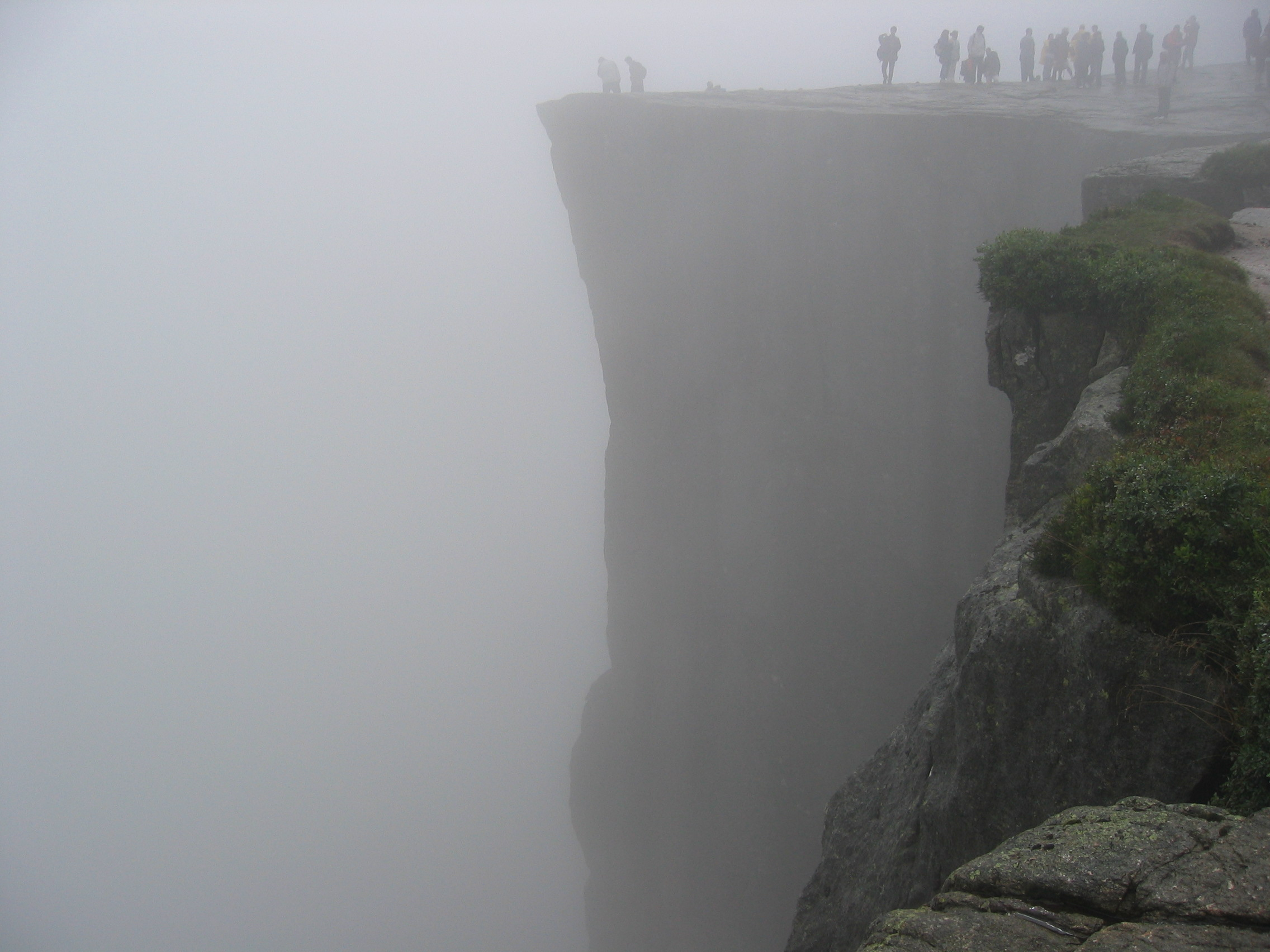
Preikestolen im Nebel

Die Felskanzel liegt im Rogaland, einem westlichen Bezirk in Südnorwegen. Die Entfernung nach Stavanger, der viertgrößten Stadt Norwegens, beträgt per Luftlinie etwa 25 Kilometer.
Die Plattform ist vom Endpunkt der ausgeschilderten Straße bei Preikestolhytta nur über einen Wanderweg erreichbar. Die normale Wegzeit für den einfachen Weg sind 1,5–2 Stunden für die ca. 3,8 km mit einem Höhenunterschied von 330 Metern.  Der Weg führt erst steil einen Höhenrücken hinauf und dann fast ebenerdig über Bohlenpfade durch morastigen Wald zur Urskarhöhe (418 moh.), durch den Sumpf Krogabekkmyra und von dort über ein Geröllfeld zum Neverdalsskaret (532 moh.) hinauf. An der Seengruppe Tjødnane vorbei erreicht man schließlich über ein mit Treppen und Geländer gesichertes Stück die ungesicherte Plattform.

## Entstehung
Die Felsformation entstand durch Frostsprengung vor zirka 10.000 Jahren, als die Kanten des Gletschers bis oberhalb des Felsens reichten. Das Wasser gefror in den Felsspalten und sprengte große, kantige Blöcke ab, die der Gletscher dann mit sich führte, wobei die heutige „Kanzel“ stehen blieb. Entlang des Plateaus zieht sich auch heute ein tiefer Riss. Die Geologen der Region bestätigen jedoch, dass kein Bruch des Plateaus zu befürchten ist.

## Landschaft
Die Landschaft am Preikestolen ist geprägt von hellem Granitfels. Es drängen sich dicht ausgeformte und vielfarbig grüne Täler in der Region des Rogalandes. Die Berge dort erreichen Höhen von bis zu 843 Metern. Zwischen den runden Bergkuppen sind die Hochebenen mit Seen durchsetzt. Die Gneis- und Granitfelsen bieten gute Voraussetzungen zum Klettern.
Unterhalb der Preikestolhytta liegt der See Refsvatn.

## Tourismus
Der spektakuläre Anblick des Preikestolen sowie sein hoher Bekanntheitsgrad machen ihn zu einem Pflichtpunkt vieler Norwegen-Touristen. Ein Rekord wurde am 17. Juli 2019 mit 5.342 Besuchern verzeichnet. Naturschützer kritisieren, dass sich bei solchem Andrang auf dem Wanderweg lange Schlangen bilden und die improvisierte Infrastruktur – etwa Toilettenhäuschen, aber auch immer häufiger erforderliche Hilfs- und Rettungseinsätze – die umgebende Wildnis unnötig belasten.

## Klima
Entlang des Fjordes herrscht ein mildes und feuchtes Küstenklima. Auf den Hochebenen, die zwischen 600 und 1.000 Metern hoch sind, kann es jedoch auch im Sommer kühl sein. Im Winter fallen dort größere Schneemengen.

## Handlungs- und Drehort
Igor Bauersimas Theaterstück norway.today spielt am Preikestolen; die Hauptpersonen planen dort ihren Suizid.
In dem 2018 veröffentlichten Actionfilm Mission Impossible: Fallout wurde der Höhepunkt der letzten Verfolgungsjagd auf dem Preikestolen gedreht, obwohl die Handlung der Szene in Kaschmir angesiedelt ist. Dafür wurden 800 Helikopterlandungen auf dem Felsen beantragt.
Preikestolen war außerdem Drehort eines exklusiven Livesets von Einmusik und Jonas Saalbach für Cercle.